# 鉄道コム
鉄道コム（てつどうコム、Tetsudo.com）は、朝日新聞の子会社である朝日インタラクティブが運営する鉄道情報インターネットサイト。

## 概要
鉄道のあらゆる情報を集約した、日本最大級の鉄道webサイトである。略して鉄コム。
編集長の松岡孝昌が中学生の頃に開設した鉄道趣味のウェブサイト『関西vs関東の鉄道』（1998年11月13日開設）が前身であり、1999年9月に現在のドメインを取得し『鉄道コム』に改名。同時期に、同じく鉄道趣味の『Keihan Internet Station』の ひらぱあ、鉄道アイコン配布サイト『ICON ROOM』の音無瀬怜が運営スタッフとして参加し、コンテンツを拡充して現在の形になった。
2008年3月6日よりシーネットネットワークスジャパン傘下となり、『みんなで作る鉄道コム』としてリニューアル。しかし5月に同社の親会社CNETが、CBSコーポレーションに買収され、CNETが運営するウェブメディアの整理統合が行われたため、朝日新聞社が『ZDNet Japan』・『GameSpot Japan』とともに『鉄道コム』を継承。2009年9月1日より子会社の朝日インタラクティブによる運営となった。

## サイト内サービス

### 鉄道ニュース
運営スタッフが、鉄道ニュースから厳選して掲載する場所。鉄道未来ニュースがある（一部有料会員しか見ることができないものもある）。

### 鉄道イベント情報
鉄道に関するイベント情報を日にちとともに提供する場所。利用者が、当日の状態を写真で送信し、いけなかった人にも共有することができる。（但し、日付が遠くになるに連れ、閲覧に広告動画視聴や、有料会員登録が必要な場合がある。）

### 鉄道コらム
運営スタッフが、鉄道の秘密や特徴（鉄道路線、車両、構造物など）を不定期で公開する、ブログのようなページ。会員でも会員でなくても閲覧ができる。（一部有料会員限定の記事がある。）

### 駅つなゲー
日本全国9000以上ある駅の名前を、しりとり、なかとり、あたまとりの3種類でつなぐユーザー参加型ゲーム。一定時間同じ駅名を使うことができない制約の中でほかのユーザーよりも早く答えなければいけない。ライバルと競争しながらできるゲーム（SPしりとりという有料会員しかできないものもある）。
また、不定期で特別な駅つなゲーが開催されることがある。例：西九州新幹線開業記念なかとりなど
現在、同一駅解答の制限は3時間だが、第一回は24時間使えなかった。

### ひとこと

#### サービス概要
鉄道ファンが会話をする場所。ユーザー名は、駅つなゲーと同じものを使用することができる。

#### 駅つなゲーとの関連性
投稿には、「タグ」と呼ばれるものが存在し、駅つなゲーに設定すると、駅つなゲータグのみの「ひとこと」に最新5人が掲載される。

### ブログ
自分の鉄道ブログを、このサイトに登録すると見られた順に順位をつけてくれる場所。サイトを経由していろんな人のブログを見ることもできる。